# Bernd Kistenmacher

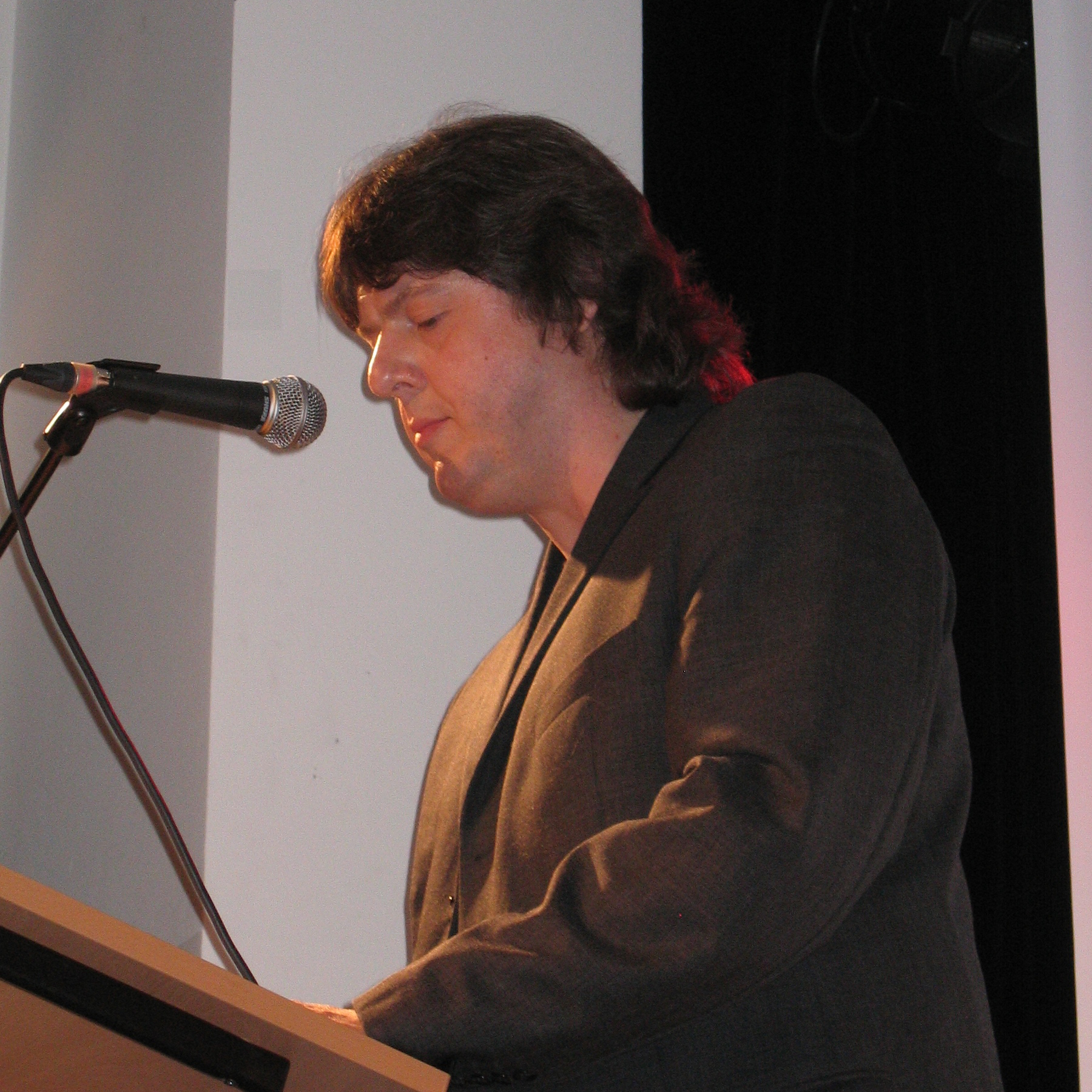
Bernd Kistenmacher als Laudator im März 2009 bei der Schallwelle-Preisverleihung in Dinslaken-Lohberg

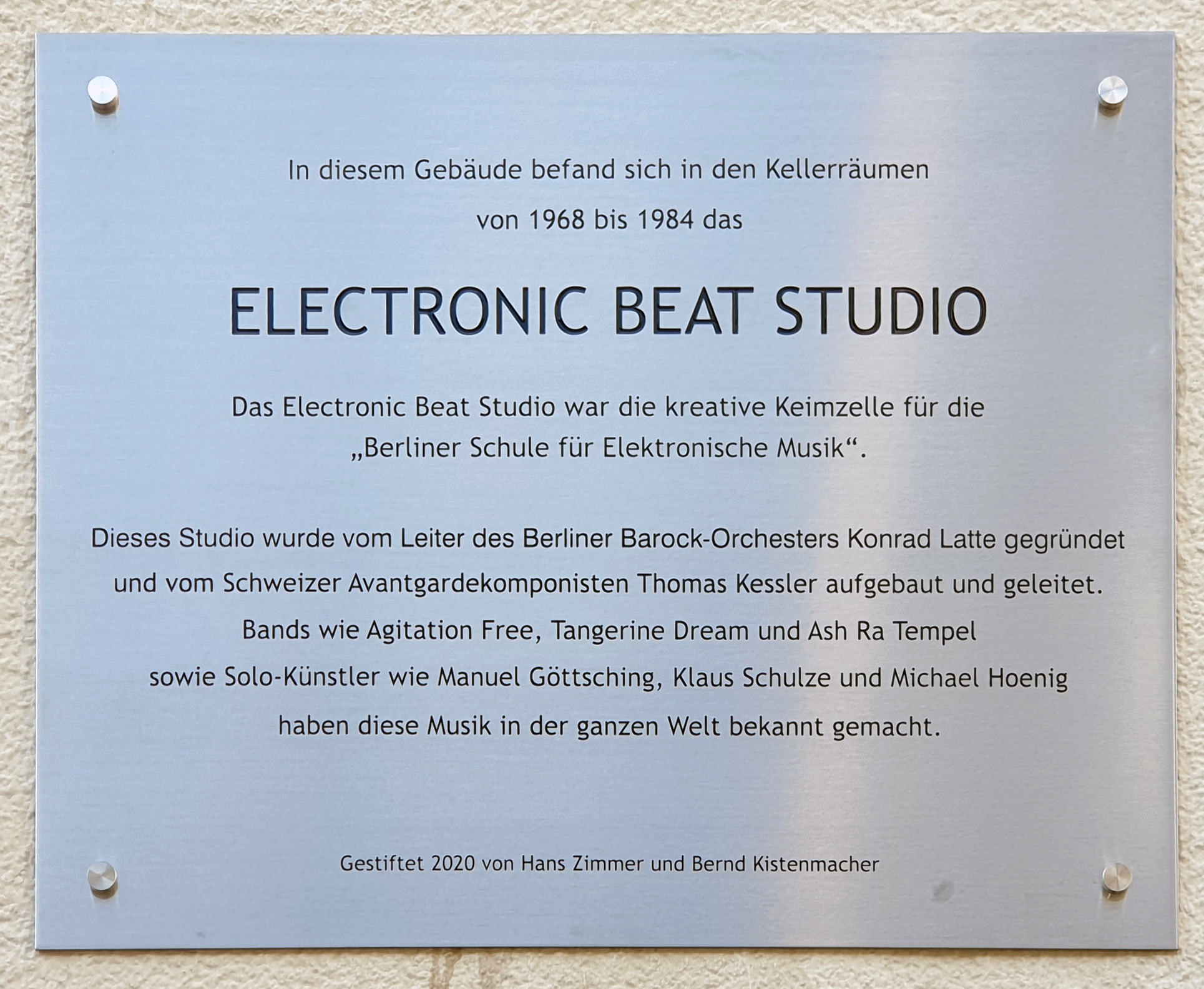
Gedenktafel am ehemaligen Electronic Beat Studio in Berlin-Wilmersdorf

Bernd Kistenmacher (* 26. Oktober 1960 in Berlin) ist ein deutscher Musiker, Stilrichtung Instrumental- und Elektronische Musik.
Er lernte 1982 den Berliner Musiker Mario Schönwälder, Inhaber des Labels Manikin Records, kennen und arbeitete mit ihm zusammen. Erste Aufnahmen wurden ab 1986 veröffentlicht, bei der Schwingungen-Wahl 1986 wurde er als „Bester Newcomer“ gewählt. Nachdem er bereits 1985 mit Livekonzerten bei den Elektroniktagen in Berlin auf sich aufmerksam machte, gelang Kistenmacher 1986 ein weiterer wichtiger Erfolg bei den Frankfurter Synthesizertagen „White Waves“.
Seine Soloalben, auf denen er vereinzelt mit Harald Grosskopf zusammenarbeitete, wurden anfangs der Berliner Schule zugerechnet, inzwischen widmet sich Kistenmacher auch der Weltmusik.
Bernd Kistenmacher hatte drei eigene Labels namens „Timeless Sounds“, „Musique Intemporelle“ und „MI Records“, die späteren CDs sind allerdings auf dem inzwischen nicht mehr existenten Label „Green Tree Records“ erschienen. Das 2001 erschienene Album „Un viaggio attraverso l’Italia“ wurde vom Label BSC Music aufgelegt. Das Album „Celestial Movements“ erschien 2009 bei MellowJet Records. Fast zeitgleich mit der Veröffentlichung spielte Kistenmacher nach Jahren wieder ein Konzert, dieses Mal in Paris. Im Juni 2010 spielte er als erster Live-Musiker in dem zum Anfang des Jahres modernisierten und neu gestalteten Planetarium Bochum. Am gleichen Tag erschien seine neue CD „Beyond the Deep“, die als Plädoyer für den Erhalt irdischer Ressourcen gedacht ist.
Zum Relaunch seiner Künstler-Webseite widmete ihm ZONO Radio Jena am 1. Januar 2012 einen ganzen Abend und sendete in einer Retrospektive Kistenmachers Konzerte bei den Frankfurter Synthesizertagen "White Waves 1986" und "White Waves 1987" im Radio und Internet.

## Diskografie
- Dancing Sequences (1984)
- Music from outer Space (1985)
- Romantic Times (1986)
- Head-Visions (1986)
- Wake up in the Sun (1987)
- Kaleidoscope (1989)
- Outlines (1990)
- Characters (1991) (mit Harald Grosskopf)
- Live + Studio Tapes (1992)
- Starting Again (1995)
- Thoughts (1996)
- Stadtgarten Live (1997) (mit Harald Grosskopf, Live-Aufnahme: Stadtgarten Köln, Januar 1991)
- Compiled Dreams (1997)
- Contrasts, Vol I (1998)
- Contrasts, Vol II (1999)
- Berlin Live '85 (1999)
- Electronic goes Benefit (1999)
- Dresden 08/89 (1999)
- The Treasure Box (1999)
- Totally Versmold (1999)
- Romantic Times (1999)
- Music From Outer Space (1999)
- Best of Best (1999)
- My Little Universe (1999) (8 CD-Box mit Zugaben, nur 300 Exemplare)
- Un Viaggio Attraverso L’Italia (2001)
- Celestial Movements (2009)
- Beyond The Deep (2010)
- Let it Out! (2011) (Downloadversion)
- Electronic Music For Life (2011) (Compilation)
- Mystic Highlands - A new era (2011) (Compilation)
- Antimatter (2011)
- Let it Out!+ (2012) (CD-Version)
- Utopia (2013) (mit Vana Verouti)
- Disintegration (2017)

## Interviews
- 16. Dezember 2008 „Cosmiccagibi“ (Michel Le Stum) (Online) (F, E)
- 20. November 2009 „Recording.de“ (Bernd Scholl) (Online) (D)
- 23. Januar 2010 „Synthesizer-Magazin“ Ausgabe 18/10 (Andreas Michel) (Print) (D)
- 25. März 2010 „Der Richard Wagner der Elektroniker“ in „Die Welt“ (Thomas Lindemann (Print & Online) (D)
- 14. April 2010 „Musikzirkus-Magazin“ (Stephan Schelle) (Online) (D)
- 13. Mai 2010 „Electro-Beats“ mit Olaf Zimmermann (RBB) (Rundfunk) (D)
- 17. Juni 2010 „Planet Origo“ (Sylvain Lupari) (Online) (E)
- 17. Juni 2010 „GutsOfDarkness“ (Sylvain Lupari) (Online) (F)
- 13. November 2010 „Syndae-Podcast“ (Stefan Schulz) (Online) (D)
- 22. März 2011 „Sonic Immersion“ (Bert Strolenberg) (Online) (D)
- 23. August 2011 „Hawke Chill-Out Sessions“ (Terry Hawke) (Harbourough FM) (Rundfunk) (E)
- 22. September 2011 „10 Fragen an Bernd Kistenmacher” für “Empulsiv-Webzine“ (Stefan Erbe) (Online) (D)
- 4. November 2012 „In the eyes of….“ „Cosmicagibi“ (Olivier Bégué, James L. Frachon, Michel Le Stum) (Online) (E, F)

## Test-o-graphie
- 1983 ARP Odyssey III für die SFB-Sendung „Steckdose - Computermusik - Musik aus dem Computer“
- 1983 ARP 2600 für die SFB-Sendung „Steckdose - Computermusik - Musik aus dem Computer“
- 2008 GenoQs Octopus Sequencer für Synthesizer-Magazin Ausgabe 11/08
- 2009 Roland Fantom G Workstation  Teil 1 Synthesizer-Magazin  Ausgabe 15/09
- 2009 Roland Fantom G Workstation  Teil 2 Synthesizer-Magazin  Ausgabe 16/09
- 2010 Roland VP770 Vocal Keyboard  Teil 1 Synthesizer-Magazin Ausgabe 18/10
- 2010 Roland VP770 Vocal Keyboard  Teil 2 Synthesizer-Magazin Ausgabe 19/10
- 2011 Roland Jupiter-80 Synthesizer  Synthesizer-Magazin Ausgabe 28/11